# Дискография 6ix9ine
Американский рэпер Tekashi 6ix9ine выпустил два студийных альбома, один микстейп и тринадцать синглов. Семь из его синглов были сертифицированы платиной американской ассоциацией звукозаписывающих компаний (RIAA) и два золотом. Его дебютный микстейп Day69 дебютировал на четвёртом месте в чарте Billboard 200 с 55.000 единиц, эквивалентных альбому, из которых 20.000 были чистыми продажами альбома. Его дебютный студийный альбом Dummy Boy дебютировал на первом месте в чарте Billboard 200 с 66.000 единиц, эквивалентных альбому, включая 10.000 чистых продаж альбома.

## Альбомы

### Студийные альбомы
| Название    | Детали                                                                                                   | Высшая позиция в чартах | Высшая позиция в чартах | Высшая позиция в чартах | Высшая позиция в чартах | Высшая позиция в чартах | Высшая позиция в чартах | Высшая позиция в чартах | Высшая позиция в чартах | Высшая позиция в чартах | Высшая позиция в чартах | Продажи       | Сертификации                                             |
| Название    | Детали                                                                                                   | US                      | AUT                     | CAN                     | DEN                     | FIN                     | NOR                     | NZ                      | SWE                     | SWI                     | UK                      | Продажи       | Сертификации                                             |
| ----------- | --- | ----------------------- | ----------------------- | ----------------------- | ----------------------- | ----------------------- | ----------------------- | ----------------------- | ----------------------- | ----------------------- | ----------------------- | ------------- | -------------------------------------------------------- |
| Dummy Boy   | - Релиз: 27 ноября 2018 - Лейбл: ScumGang - Формат: LP, цифровая загрузка, стриминг                      | 2                       | 35                      | 2                       | 4                       | 1                       | 3                       | 8                       | 2                       | 30                      | 30                      | - США: 66,000 | - RIAA: платиновый - BPI: серебряный - IFPI DEN: золотой |
| TattleTales | - Релиз: 4 сентября 2020 - Лейбл: ScumGang, Create Music Group - Формат: LP, цифровая загрузка, стриминг | 4                       | 14                      | 5                       | 30                      | 15                      | 9                       | 33                      | 24                      | 17                      | 27                      | - США: 53,000 |                                                          |

### Микстейпы
| Название | Детали | Максимальная позиция | Максимальная позиция | Максимальная позиция | Максимальная позиция | Максимальная позиция | Максимальная позиция | Максимальная позиция | Максимальная позиция | Максимальная позиция | Максимальная позиция | Продажи       | Сертификация                                                                                           |
| Название | Детали | US                   | AUS                  | CAN                  | DEN                  | GER                  | NOR                  | NZ                   | SWE                  | SWI                  | UK                   | Продажи       | Сертификация                                                                                           |
| -------- | --- | -------------------- | -------------------- | -------------------- | -------------------- | -------------------- | -------------------- | -------------------- | -------------------- | -------------------- | -------------------- | ------------- | --- |
| Day69    | - Релиз: 23 февраля 2018 - Лейбл: ScumGang, TenThousand Projects - Формат: CD, винил, стриминг, цифровая загрузка | 4                    | 11                   | 5                    | 26                   | 44                   | 14                   | 15                   | 15                   | 20                   | 20                   | - США: 20,000 | - RIAA: золотой - BPI: серебряный - GLF: золотой - IFPI DEN: золотой - IFPI NOR: золотой - MC: золотой |

## Синглы

### В качестве ведущего исполнителя
| Название                                                                                 | Год  | Высшая позиция в чартах | Высшая позиция в чартах | Высшая позиция в чартах | Высшая позиция в чартах | Высшая позиция в чартах | Высшая позиция в чартах | Высшая позиция в чартах | Высшая позиция в чартах | Высшая позиция в чартах | Высшая позиция в чартах | Сертификация | Альбом             |
| Название                                                                                 | Год  | US                      | US R&B/ HH              | AUS                     | AUT                     | GER                     | NOR                     | NZ                      | SWE                     | SWI                     | UK                      | Сертификация | Альбом             |
| ---------------------------------------------------------------------------------------- | ---- | ----------------------- | ----------------------- | ----------------------- | ----------------------- | ----------------------- | ----------------------- | ----------------------- | ----------------------- | ----------------------- | ----------------------- | --- | ------------------ |
| «Gummo»                                                                                  | 2017 | 12                      | 5                       | —                       | —                       | —                       | —                       | —                       | —                       | —                       | —                       | - RIAA: 2 × платиновый - MC: платиновый                                                                                             | Day69              |
| «Kooda»                                                                                  | 2017 | 50                      | 29                      | —                       | —                       | —                       | —                       | —                       | —                       | —                       | —                       | - RIAA: платиновый - MC: золотой | Day69              |
| «Keke» (совместно с Fetty Wap и A Boogie wit da Hoodie)                                  | 2018 | 43                      | 22                      | —                       | —                       | —                       | —                       | —                       | —                       | —                       | 98                      | - RIAA: платиновый - MC: золотой | Day69              |
| «Gotti»                                                                                  | 2018 | 99                      | 50                      | —                       | —                       | —                       | —                       | —                       | —                       | —                       | 95                      | | Day69              |
| «Tati» (при участии DJ Spinking)                                                         | 2018 | 46                      | 23                      | —                       | —                       | —                       | —                       | —                       | —                       | —                       | 100                     | - RIAA: платиновый - MC: золотой | Dummy Boy          |
| «Fefe» (при участии Ники Минаж и Murda Beatz)                                            | 2018 | 3                       | 3                       | 8                       | 14                      | 16                      | 14                      | 3                       | 6                       | 10                      | 17                      | - RIAA: 8 × платиновый - BPI: серебряный - GLF: платиновый - IFPI DEN: золотой - IFPI NOR: золотой - MC: платиновый - RMNZ: золотой | Dummy Boy          |
| «Bebe» (при участии Anuel AA)                                                            | 2018 | 30                      | —                       | —                       | 75                      | 77                      | —                       | —                       | 62                      | 15                      | 67                      | - RIAA: платиновый | Dummy Boy          |
| «Stoopid» (при участии Bobby Shmurda)                                                    | 2018 | 25                      | 15                      | 63                      | 48                      | 57                      | —                       | —                       | 25                      | 28                      | 34                      | - RIAA: платиновый | Dummy Boy          |
| «Lanes» (совместно с Lil AK)                                                             | 2019 | —                       | —                       | —                       | —                       | —                       | —                       | —                       | —                       | —                       | —                       | | Внеальбомный сингл |
| «Gooba»                                                                                  | 2020 | 3                       | 2                       | 14                      | 3                       | —                       | 5                       | 13                      | 5                       | 2                       | 6                       | - RIAA: платиновый - BPI: серебряный                                                                                                | TattleTales        |
| «Trollz» (совместно с Ники Минаж)                                                        | 2020 | 1                       | 1                       | 45                      | 8                       | —                       | —                       | —                       | 51                      | 8                       | 12                      | - RIAA: золотой | TattleTales        |
| «Yaya»                                                                                   | 2020 | 99                      | —                       | —                       | 53                      | —                       | —                       | —                       | —                       | 46                      | 87                      | | TattleTales        |
| «Punani»                                                                                 | 2020 | —                       | —                       | —                       | —                       | —                       | —                       | —                       | —                       | 84                      | —                       | | TattleTales        |
| «Zaza»                                                                                   | 2021 | —                       | —                       | —                       | —                       | —                       | —                       | —                       | —                       | —                       | —                       | | TBA                |
| «—» обозначает запись, которая не попала в чарт или не была выпущена на этой территории. |      |                         |                         |                         |                         |                         |                         |                         |                         |                         |                         | |                    |

### В качестве приглашённого исполнителя
| Название                                                                                 | Год  | Высшая позиция в чартах | Высшая позиция в чартах | Высшая позиция в чартах | Высшая позиция в чартах | Высшая позиция в чартах | Высшая позиция в чартах | Высшая позиция в чартах | Высшая позиция в чартах | Сертификации                                                               | Альбом               |
| Название                                                                                 | Год  | US                      | AUT                     | DEN                     | FR                      | GER                     | NZ Hot                  | SWI                     | UK                      | Сертификации                                                               | Альбом               |
| ---------------------------------------------------------------------------------------- | ---- | ----------------------- | ----------------------- | ----------------------- | ----------------------- | ----------------------- | ----------------------- | ----------------------- | ----------------------- | -------------------------------------------------------------------------- | -------------------- |
| «Poles1469» (Trippie Redd при участии 6ix9ine)                                           | 2017 | —                       | —                       | —                       | —                       | —                       | —                       | —                       | —                       | - RIAA: платиновый                                                         | A Love Letter to You |
| «Zkittlez» (Gringo при участии 6ix9ine)                                                  | 2018 | —                       | 18                      | —                       | —                       | 6                       | —                       | 29                      | —                       |                                                                            | Alle Freunde Fett    |
| «Get the Strap» (Uncle Murda при участии Casanova, 6ix9ine и 50 Cent)                    | 2018 | —                       | —                       | —                       | —                       | —                       | —                       | —                       | —                       |                                                                            | Внеальбомный сингл   |
| «Aulos Reloaded» (Владимир Кошмар при участии 6ix9ine)                                   | 2018 | —                       | —                       | —                       | —                       | —                       | —                       | —                       | —                       |                                                                            | Внеальбомный сингл   |
| «Kick» (Джимилиан при участии 6ix9ine)                                                   | 2018 | —                       | —                       | 2                       | —                       | —                       | 39                      | —                       | —                       | - IFPI DEN: золотой                                                        | Внеальбомный сингл   |
| «Bozoo» (Rarri при участии 6ix9ine)                                                      | 2018 | —                       | —                       | —                       | —                       | —                       | —                       | —                       | —                       |                                                                            | Внеальбомный сингл   |
| «Swervin» (A Boogie Wit Da Hoodie при участии 6ix9ine)                                   | 2019 | 38                      | —                       | —                       | —                       | 73                      | 21                      | 95                      | 27                      | - RIAA: 3 × платиновый - BPI: золотой - IFPI DEN: золотой - MC: платиновый | Hoodie SZN           |
| «Bloody» (Lacrim при участии 6ix9ine)                                                    | 2019 | —                       | —                       | —                       | 11                      | —                       | —                       | —                       | —                       |                                                                            | Lacrim               |
| «Case 19» (Jasiah при участии 6ix9ine)                                                   | 2019 | —                       | —                       | —                       | —                       | —                       | —                       | —                       | —                       |                                                                            | Jasiah I Am          |
| «Tsunami» (Joe Young при участии 6ix9ine, Gucci Mane & Mike Rebel)                       | 2019 | —                       | —                       | —                       | —                       | —                       | —                       | —                       | —                       |                                                                            | Внеальбомный сингл   |
| «—» обозначает запись, которая не попала в чарт или не была выпущена на этой территории. |      |                         |                         |                         |                         |                         |                         |                         |                         |                                                                            |                      |

## Другие песни с чартов
| Название                                                                                 | Год  | Высшая позиция в чартах | Высшая позиция в чартах | Высшая позиция в чартах | Высшая позиция в чартах | Высшая позиция в чартах | Высшая позиция в чартах | Высшая позиция в чартах | Высшая позиция в чартах | Высшая позиция в чартах | Высшая позиция в чартах | Сертификация                                                          | Альбом      |
| Название                                                                                 | Год  | US                      | ARG                     | AUS                     | CAN                     | IRE                     | NLD                     | NZ                      | SWE                     | SWI                     | UK                      | Сертификация                                                          | Альбом      |
| ---------------------------------------------------------------------------------------- | ---- | ----------------------- | ----------------------- | ----------------------- | ----------------------- | ----------------------- | ----------------------- | ----------------------- | ----------------------- | ----------------------- | ----------------------- | --------------------------------------------------------------------- | ----------- |
| «Billy»                                                                                  | 2018 | 50                      | —                       | —                       | 38                      | —                       | 98                      | —                       | —                       | 93                      | —                       | - RIAA: золотой - IFPI DEN: золотой - IFPI NOR: золотой - MC: золотой | Day69       |
| «Rondo» (при участии Tory Lanez и Янг Тага)                                              | 2018 | 73                      | —                       | —                       | 53                      | —                       | —                       | —                       | —                       | —                       | —                       | - RIAA: золотой                                                       | Day69       |
| «Tic Toc» (при участии Lil Baby)                                                         | 2018 | 53                      | —                       | —                       | 22                      | 28                      | 48                      | —                       | 33                      | 28                      | 43                      | - RIAA: золотой                                                       | Dummy Boy   |
| «Kika» (при участии Tory Lanez)                                                          | 2018 | 44                      | —                       | 30                      | 13                      | 24                      | 25                      | 27                      | 28                      | 13                      | 9                       | - RIAA: платиновый - BPI: серебряный                                  | Dummy Boy   |
| «Mama» (при участии Ники Минаж и Канье Уэст)                                             | 2018 | 43                      | —                       | 22                      | 16                      | 29                      | 63                      | 29                      | 57                      | 23                      | 29                      | - RIAA: золотой                                                       | Dummy Boy   |
| «Waka» (при участии A Boogie wit da Hoodie)                                              | 2018 | 51                      | —                       | —                       | 21                      | —                       | 100                     | —                       | 61                      | —                       | —                       | - RIAA: золотой                                                       | Dummy Boy   |
| «Mala» (при участии Anuel AA)                                                            | 2018 | —                       | 59                      | —                       | —                       | —                       | —                       | —                       | —                       | 80                      | —                       |                                                                       | Dummy Boy   |
| «Kanga» (при участии Канье Уэст)                                                         | 2018 | —                       | —                       | —                       | 76                      | —                       | —                       | —                       | —                       | —                       | —                       |                                                                       | Dummy Boy   |
| «Feefa» (при участии Gunna)                                                              | 2018 | —                       | —                       | —                       | 100                     | —                       | —                       | —                       | —                       | —                       | —                       |                                                                       | Dummy Boy   |
| «Locked Up Pt. 2» (совместно с Эйконом)                                                  | 2020 | —                       | —                       | —                       | —                       | —                       | —                       | —                       | —                       | —                       | —                       |                                                                       | TattleTales |
| «Tutu»                                                                                   | 2020 | —                       | —                       | —                       | —                       | —                       | —                       | —                       | —                       | —                       | —                       |                                                                       | TattleTales |
| «—» обозначает запись, которая не попала в чарт или не была выпущена на этой территории. |      |                         |                         |                         |                         |                         |                         |                         |                         |                         |                         |                                                                       |             |

## Музыкальные видео

### В качестве ведущего исполнителя
| Название                                                           | Год  | Режиссёр                                  |
| ------------------------------------------------------------------ | ---- | ----------------------------------------- |
| «69»                                                               | 2014 | Слик Джексон                              |
| «Pimpin»                                                           | 2014 | Слик Джексон                              |
| «4769»                                                             | 2014 | Слик Джексон                              |
| «ScumLife»                                                         | 2015 | TrifeDrew                                 |
| «Shinigami» (совместно с Bodega Bamz)                              | 2015 | TrifeDrew                                 |
| «Inferno»                                                          | 2015 | TrifeDrew                                 |
| «Yokai» (совместно с Zillakami)                                    | 2016 | CamGotHits                                |
| «Hellsing Station» (совместно с Zillakami)                         | 2016 | Hikari Ultra                              |
| «Gummo»                                                            | 2017 | TrifeDrew                                 |
| «Kooda»                                                            | 2017 | TrifeDrew                                 |
| «Keke» (совместно с Fetty Wap и A Boogie wit da Hoodie)            | 2018 | TrifeDrew & William Asher                 |
| «Billy»                                                            | 2018 | TrifeDrew & William Asher                 |
| «Gotti»                                                            | 2018 | TrifeDrew & William Asher                 |
| «Tati» (при участии DJ Spinking)                                   | 2018 | TrifeDrew                                 |
| «Fefe» (при участии Ники Минаж и Murda Beatz)                      | 2018 | TrifeDrew & William Asher                 |
| «Bebe» (при участии Anuel AA)                                      | 2018 | Trifedrew, William Asher & TheDonCanon    |
| «International Gangstas» (совместно с Farid Bang и Capo feat. SCH) | 2018 | Bilal Hadzic & Mo7art                     |
| «Aulos Reloaded» (совместно с Vladimir Cauchemar)                  | 2018 | Vladimir Baranovsky                       |
| «Stoopid» (совместно с Bobby Shmurda)                              | 2018 | Trifedrew, William Asher & TheDonCanon    |
| «Gooba»                                                            | 2020 | CanonF8, Just4Canon, David Wept & 6ix9ine |
| «Trollz» (совместно с Ники Минаж)                                  | 2020 | CanonF8, Just4Canon, David Wept & 6ix9ine |
| «Yaya»                                                             | 2020 | CanonF8, Just4Canon, David Wept & 6ix9ine |
| «Punani»                                                           | 2020 | CanonF8, Just4Canon, David Wept & 6ix9ine |
| «Tutu»                                                             | 2020 | CanonF8, Just4Canon, David Wept & 6ix9ine |

### В качестве приглашенного исполнителя
| Название                                                              | Год  | Режиссёр           |
| --------------------------------------------------------------------- | ---- | ------------------ |
| «Owee» (Trippie Redd при участии 6ix9ine и UnoTheActivist)            | 2017 | Figure Eight Films |
| «Gigi (Zkittlez)» (Gringo при участии 6ix9ine)                        | 2018 | Fati.tv            |
| «Get the Strap» (Uncle Murda при участии Casanova, 6ix9ine и 50 Cent) | 2018 | Eif Rivera         |

### Комментарии
1. ↑  «Tati» не вошел в чарт NZ Top 40 Singles, но достиг высшей позиции под номером восемь в чарте NZ Heatseeker Singles.[40]
2. ↑  «Bebe» не вошел в чарт NZ Top 40 Singles, но достиг высшей позиции под номером 17 в чарте NZ Hot Singles.[44]
3. ↑  «Stoopid» не вошел в чарт NZ Top 40 Singles, но достиг высшей позиции под номером пять в чарте NZ Hot Singles.[46]
4. ↑  «Trollz» не вошёл в чарт NZ Top 40 Singles, но достиг высшей позиции под номером 3 NZ Hot Singles.[47]
5. ↑  «Yaya» не вошёл в чарт NZ Top 40 Singles, но достиг высшей позиции под номером 35 в чарте NZ Hot Singles.[48]
6. ↑  «Punani» не вошёл в чарт Billboard Hot 100, но достиг высшей позиции под номером 7 в чарте Bubbling Under Hot 100.[49]
7. ↑  «Punani» не вошёл в чарт NZ Top 40 Singles, но достиг высшей позиции под номером 18 в чарте NZ Hot Singles.[50]
8. ↑  «Poles1469» не вошёл в чарт Billboard Hot 100, но достиг высшей позиции под номером 8 в чарте Bubbling Under Hot 100.[54]
9. ↑  «Get the Strap» не вошёл в чарт Billboard Hot 100, но достиг высшей позиции под номером 24 в чарте Bubbling Under Hot 100.[57]
10. ↑  «Billy» не вошел в чарт NZ Top 40 Singles и Hot Singles, но достиг высшей позиции под номером четыре в чарте NZ Heatseeker Singles.[72]
11. ↑  «Billy» не вошел в чарт Swedish Singellista, но достиг высшей позиции под номером один в чарте Swedish Heatseeker.[73]
12. ↑  «Rondo» не вошел в чарт NZ Top 40 Singles, но достиг высшей позиции под номером восемь в чарте NZ Heatseeker Singles.[72]
13. ↑  «Tic Toc» не вошел в чарт NZ Top 40 Singles, но достиг высшей позиции под номером шесть в чарте NZ Hot Singles.[75]
14. ↑  «Waka» не вошел в чарт NZ Top 40 Singles, но достиг высшей позиции под номером 13 в чарте NZ Hot Singles.[75]
15. ↑  «Mala» не вошел в чарт Billboard Hot 100, но достиг высшей позиции под номером 20 в чарте Bubbling Under Hot 100.[76]
16. ↑  «Kanga» не вошел в чарт Billboard Hot 100, но достиг высшей позиции под номером семь в чарте Bubbling Under Hot 100.[77]
17. ↑  «Feefa» не вошел в чарт Billboard Hot 100, но достиг высшей позиции под номером 10 в чарте Bubbling Under Hot 100.[78]
18. ↑  «Locked Up Pt. 2» не вошёл в чарт NZ Top 40 Singles, но достиг высшей позиции под номером 18 в чарте NZ Hot Singles.[79]
19. ↑  «Tutu» не вошёл в чарт Billboard Hot 100, но достиг высшей позиции под номером один в чарте Bubbling Under Hot 100.[49]
20. ↑  «Tutu» не вошёл в чарт NZ Top 40 Singles, но достиг высшей позиции под номером 35 в чарте NZ Hot Singles.[79]